# Малиновка (Покровский район, Донецкая область)
Мали́новка (укр. Малинівка; до 2016 года — Улья́новка) — село на Украине, находится в Покровском районе Донецкой области.
Код КОАТУУ — 1422788301. Население по переписи 2001 года составляет 730 человек. Телефонный код — 623.

## Адрес местного совета
85343, Донецкая область, Покровский р-н, с. Малиновка, ул. Ленина, 100, тел. 5-37-1-42